# TSSA
A Technical Standards and Safety Authority (TSSA) administra e faz cumprir as normas técnicas, na província de Ontário, no Canadá.
É uma organização sem fins lucrativos que tem sido dado poder de fazer e criar regras de segurança pública em áreas tais como elevadores, teleférico, estofados, passeios de diversões e combustíveis, a fim de proteger a vida eo meio ambiente.
É auto-financiada através de taxas de aprovações e certificações.